# Assamba
Assamba es un municipio del departamento Mefou-et-Afamba de la región Centro, Camerún. En noviembre de 2005 tenía una población censada de 4801 habitantes.
Se encuentra ubicado en el centro del país, a unos 100 km al este de la capital nacional, Yaundé.